# Elly Linden
Elly Linden (* 25. April 1895 in Plaue/Thüringen; † 23. Januar 1987 in Lübeck, gebürtig Elly Brodführer) war eine deutsche Politikerin der SPD.

## Leben und Beruf
Nach dem Besuch des Oberlyzeums ließ sich Elly Linden zur Volksschullehrerin ausbilden und studierte später neben ihrer Lehrertätigkeit Geschichte, Geographie und Pädagogik. Anschließend promovierte zur Dr. phil. Nach einem weiteren Studium der Volks- und Betriebswirtschaftslehre erwarb sie den Titel einer Diplom-Handelslehrerin und unterrichtete an Berufsschulen.
Elly Linden, die evangelisch-lutherischen Glaubens war, heiratete im August 1925 den aus Offenbach stammenden Studienrat Wilhelm Linden, der seit 1922 an der Lübecker Handelsschule unterrichtete. Elly Linden blieb kinderlos; ihr Mann brachte einen aus erster Ehe stammenden 1914 geborenen Sohn mit in die Ehe. Wilhelm Linden starb 1950 im Alter von 63 Jahren.

## Partei
Seit 1927 gehörte Elly Linden der SPD an. Danker und Lehmann-Himmel charakterisieren sie in ihrer Studie über das Verhalten und die Einstellungen der Schleswig-Holsteinischen Landtagsabgeordneten und Regierungsmitglieder der Nachkriegszeit in der NS-Zeit als innere Emigrantin.

## Abgeordnete
Elly Linden war von 1947 bis 1967 Landtagsabgeordnete in Schleswig-Holstein. Sie vertrat den Wahlkreis Lübeck-Nord im Parlament. Vom 30. Mai 1949 bis zum Ende der ersten Legislaturperiode 1950 war sie Vorsitzende des Landtagsausschusses für Volksbildung und Erziehung. Von 1954 bis 1962 war sie Beisitzerin im SPD-Fraktionsvorstand.
Der Landtag entsandte Elly Linden in die erste Bundesversammlung, die am 12. September 1949 Theodor Heuss zum ersten deutschen Bundespräsidenten wählte.

## Öffentliche Ämter
Vom 1. April 1949 bis zum 5. September 1950 war Elly Linden Parlamentarische Vertreterin des Ministers für Volksbildung in Schleswig-Holstein.

## Ehrungen
Am 5. November 1965 wurde Elly Linden mit dem Bundesverdienstkreuz 1. Klasse ausgezeichnet.